# Tetramesa variae
Tetramesa variae is een vliesvleugelig insect uit de familie Eurytomidae. De wetenschappelijke naam is voor het eerst geldig gepubliceerd in 1963 door Erdös.